# 訃報 1982年2月
訃報 1982年2月（ふほう 1982ねん2がつ）では、1982年（昭和57年）2月中に物故した、又は物故が報じられた人物についてまとめる。

## （1日 - 14日）

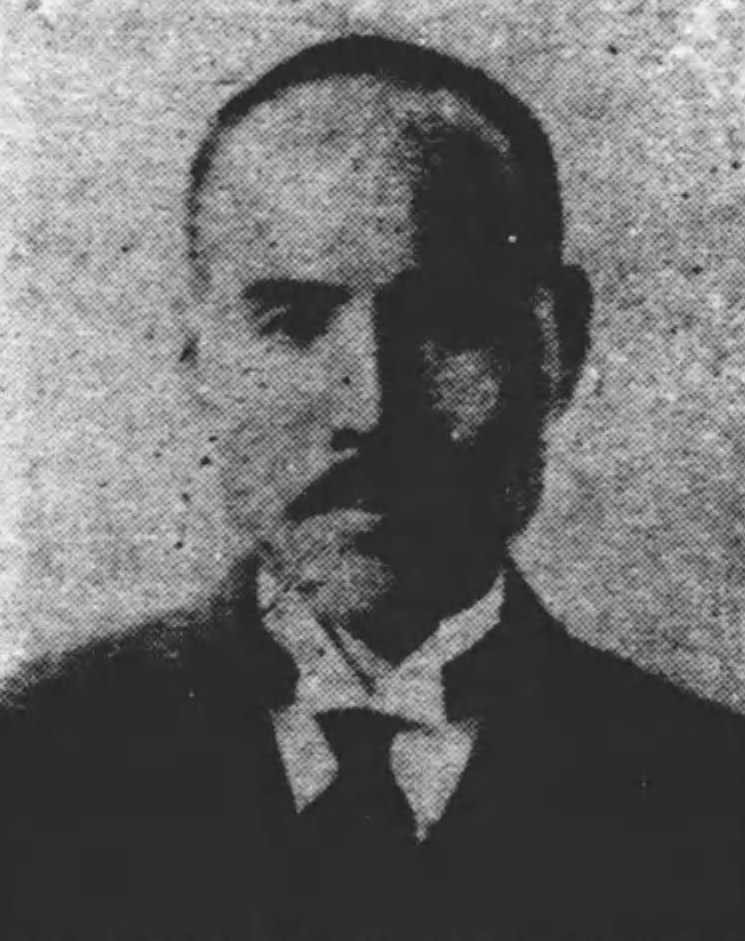
黒澤酉蔵／2月6日没

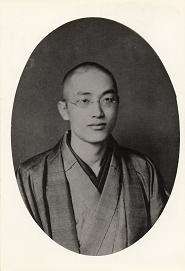
高橋誠一郎／2月9日没

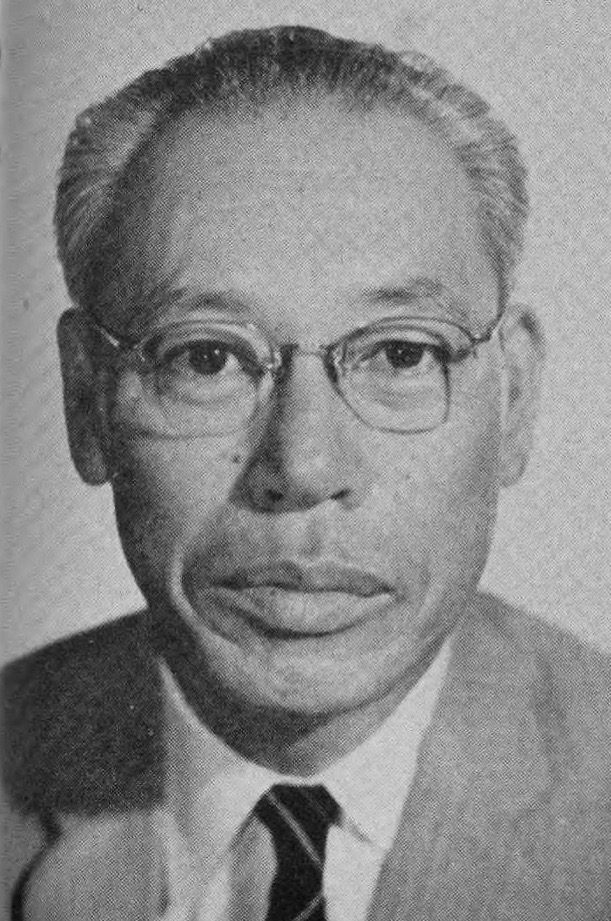
志村喬／2月11日没

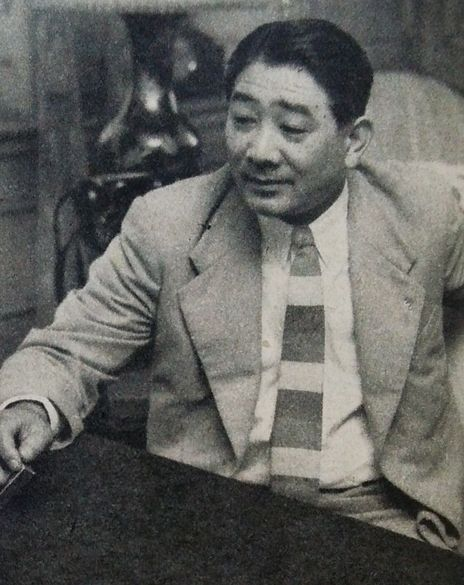
森曉／2月12日没

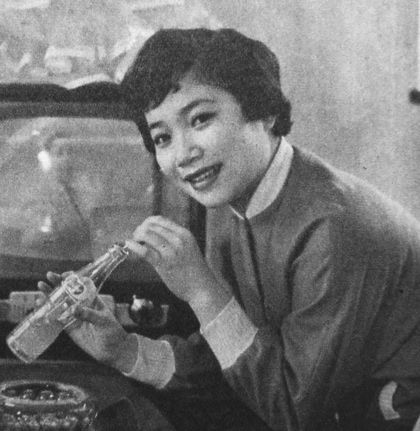
江利チエミ／2月13日没

- 2月3日 - 井手以誠[1]、日本社会党衆議院議員（* 1909年）
- 2月6日 - 黒澤酉蔵[2]、元衆議院議員・雪印乳業創業者（* 1885年）
- 2月6日 - ベン・ニコルソン、画家（* 1894年）
- 2月9日 - 高橋誠一郎、慶應義塾大学名誉博士・日本藝術院院長・日本舞踊協会会長・国立劇場会長・東京国立博物館館長・元文部大臣（* 1884年）
- 2月10日 - 伊藤勝三[要出典]、大東京軍監督（* 1907年）
- 2月11日 - 志村喬[3]、俳優（* 1905年）
- 2月12日 - 森曉、昭和電工代表取締役社長・元衆議院議員（* 1907年）
- 2月13日 - 江利チエミ、歌手（* 1937年）

## （15日 - 28日）

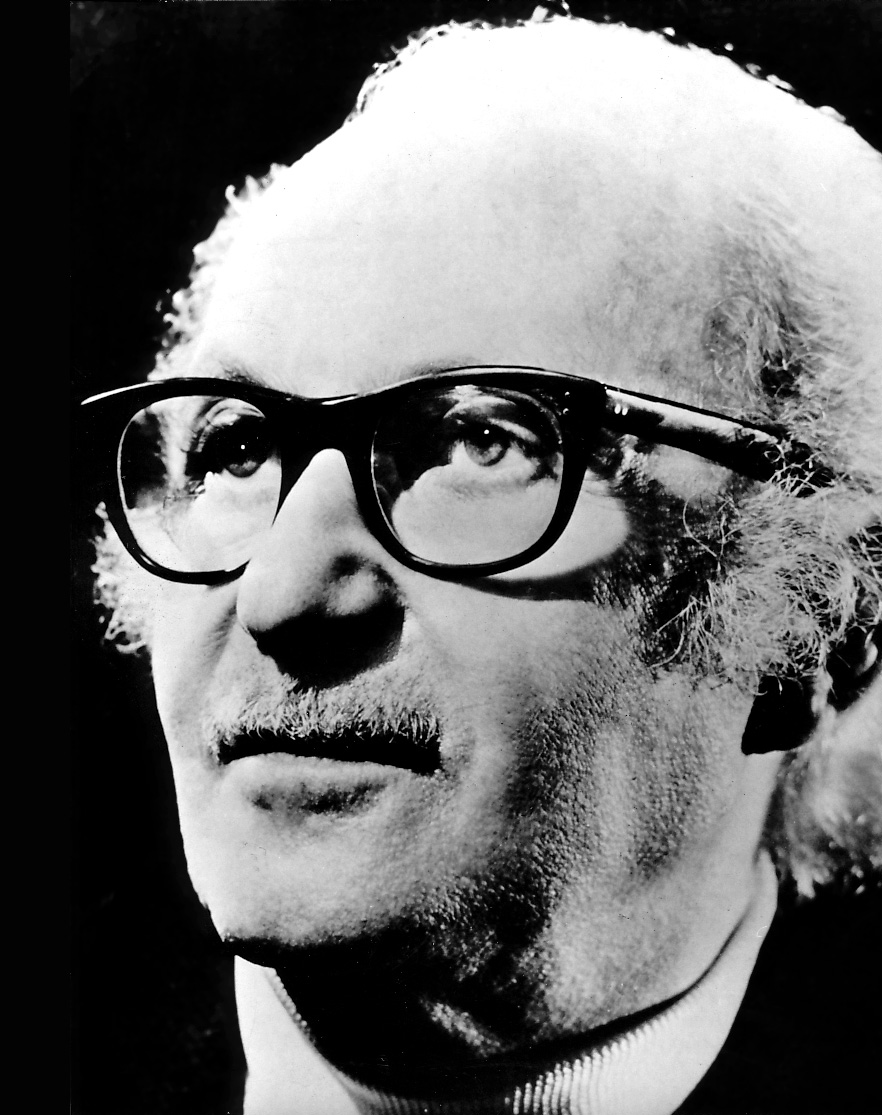
リー・ストラスバーグ／2月17日没

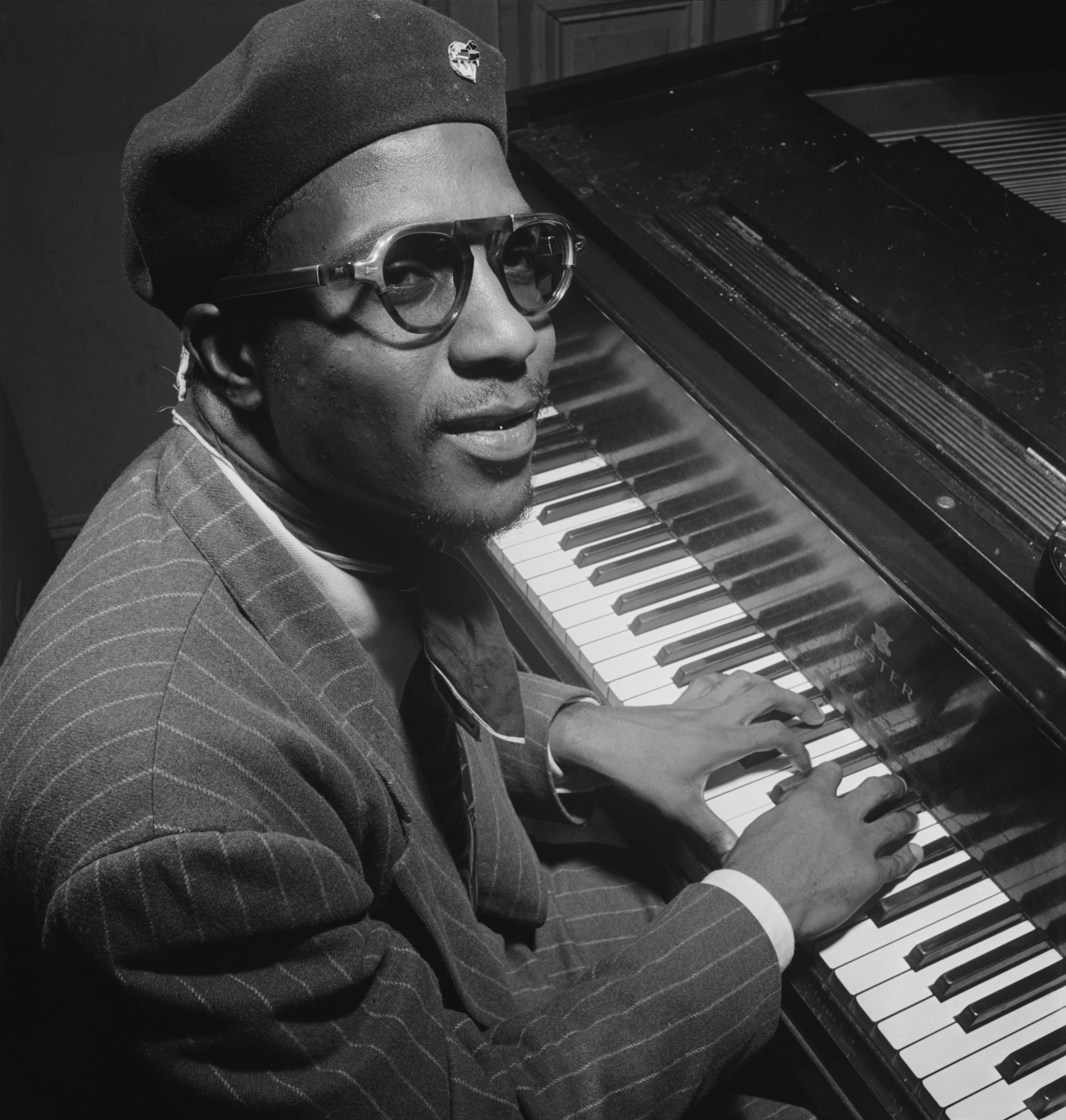
セロニアス・モンク／2月17日没

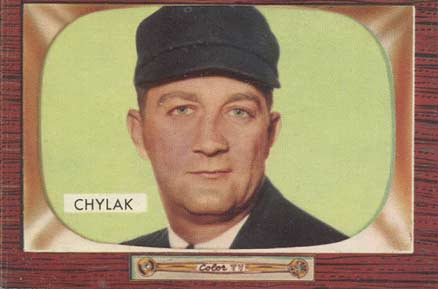
ネスター・チャイラク／2月17日没

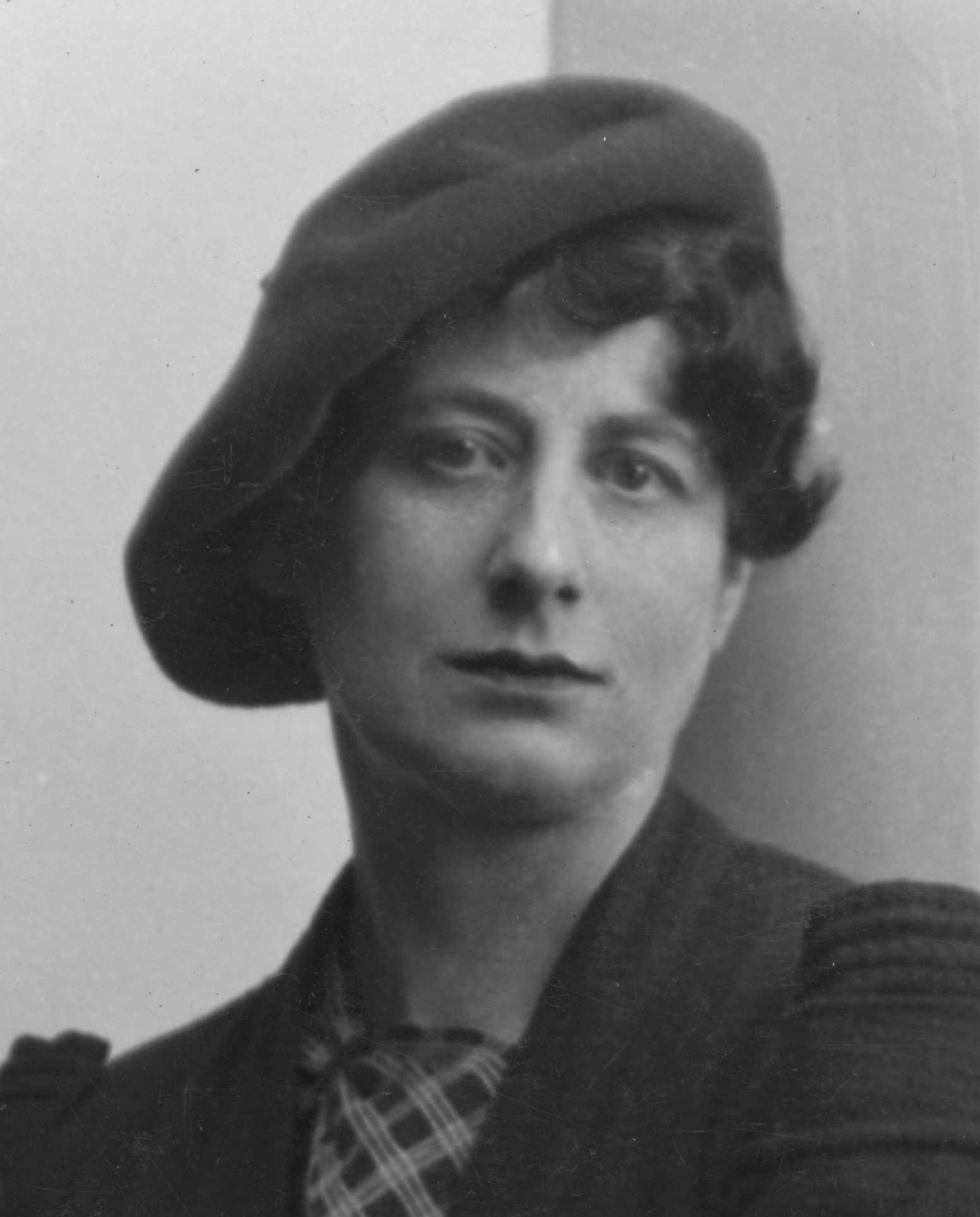
ナイオ・マーシュ／2月18日没

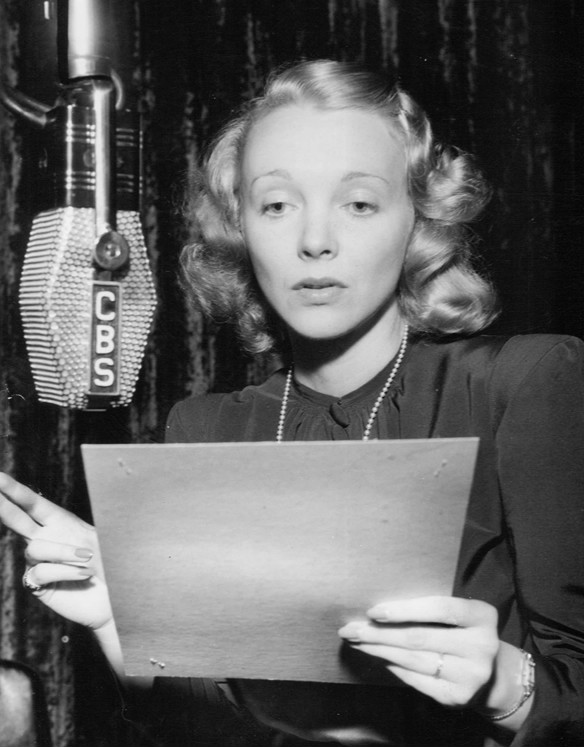
ヴァージニア・ブルース／2月24日没

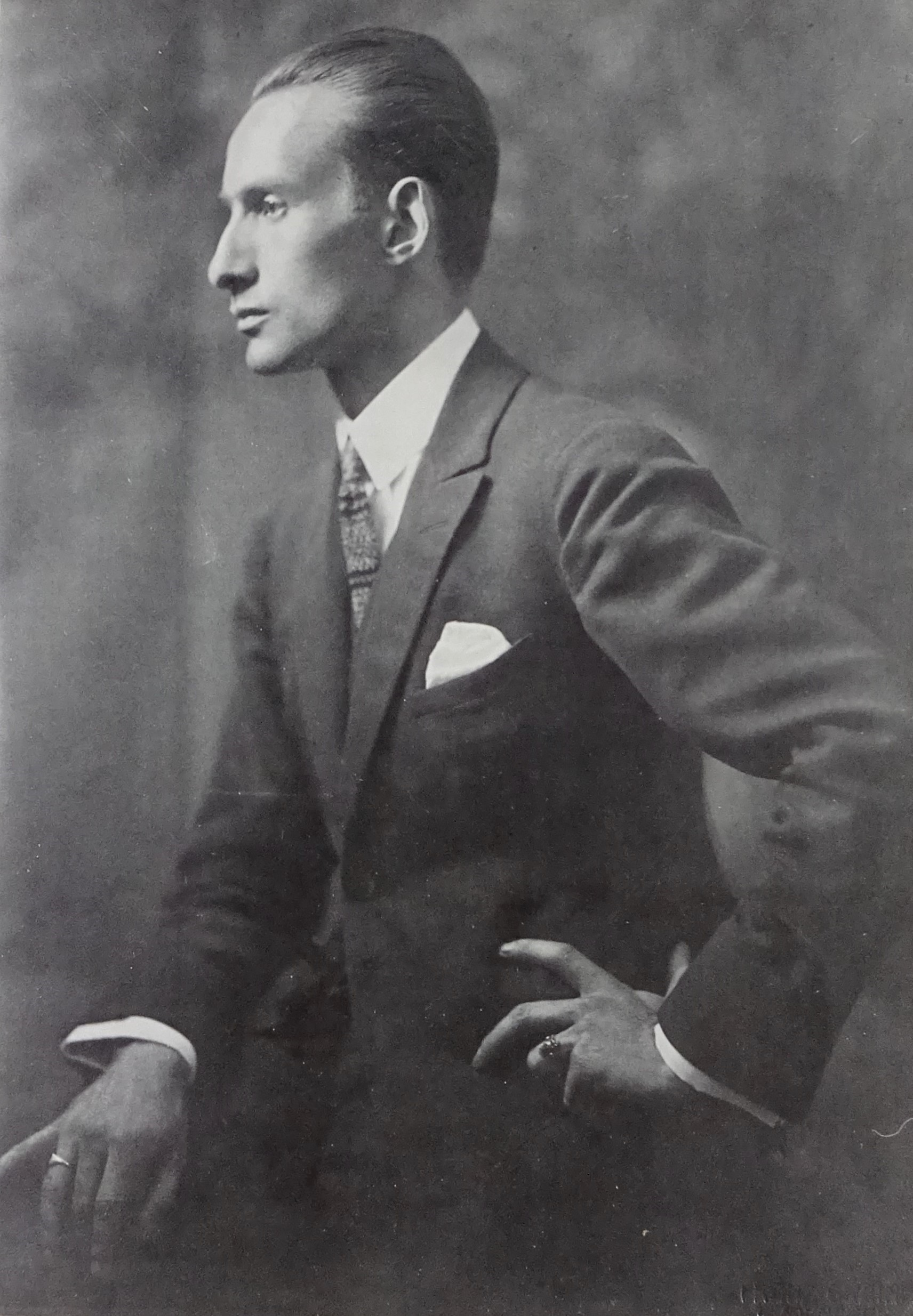
クリスチャン・シャド／2月25日没

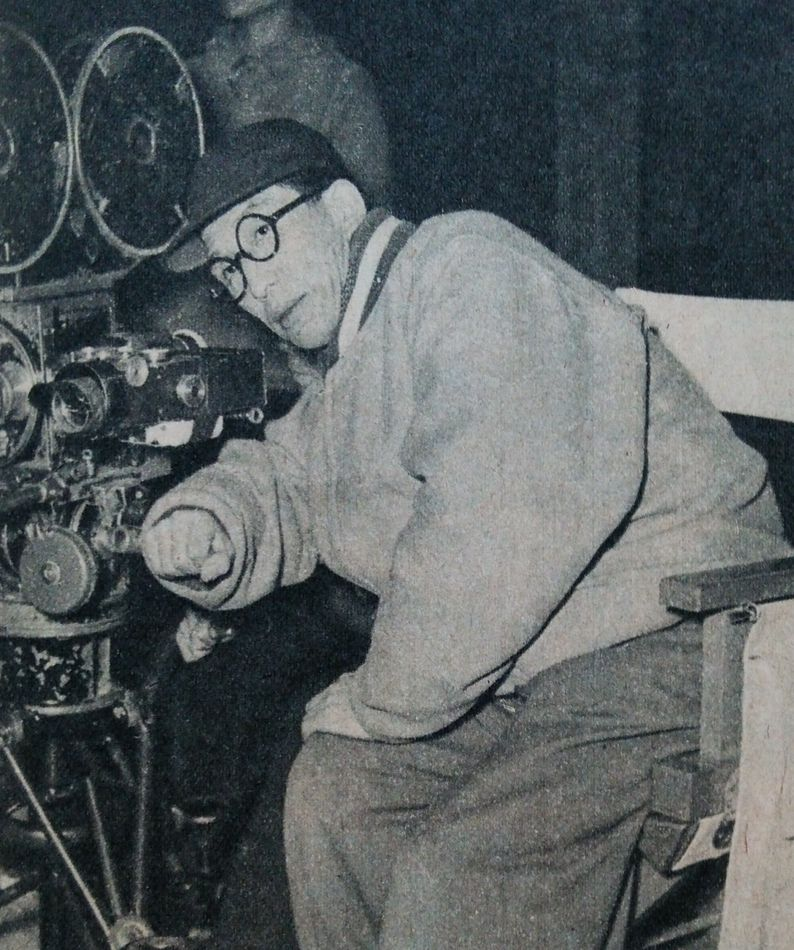
衣笠貞之助／2月26日没

- 2月17日 - リー・ストラスバーグ、俳優（* 1901年）
- 2月17日 - セロニアス・モンク、ジャズピアニスト（* 1917年）
- 2月17日 - ネスター・チャイラク、メジャーリーグ審判（* 1922年）
- 2月18日 - ナイオ・マーシュ、推理作家（* 1895年）
- 2月19日 - 安田理深、仏教学者（* 1900年）
- 2月24日 - 金子鋭、富士銀行会長・第6代プロ野球コミッショナー（* 1900年）
- 2月24日 - ヴァージニア・ブルース、女優・歌手（* 1910年）
- 2月25日 - クリスチャン・シャド、芸術家（* 1894年）
- 2月25日 - 川口正吉、翻訳家（* 1912年）
- 2月25日 - 中根英朗、日動火災海上保険代表取締役社長（* 1923年）
- 2月26日 - 衣笠貞之助、映画監督（* 1896年）